# لانگ لیک (حوزه سرشماری)، ویسکانسین
لانگ لیک (به انگلیسی: Long Lake) یک منطقهٔ مسکونی در ایالات متحده آمریکا است که در شهرستان فلورانس، ویسکانسین واقع شده‌است. لانگ لیک ۵۰ نفر جمعیت دارد و ۴۷۴٫۸۸ متر بالاتر از سطح دریا واقع شده‌است.